# Nonie Darwish
 (mars 2019).
Si vous disposez d'ouvrages ou d'articles de référence ou si vous connaissez des sites web de qualité traitant du thème abordé ici, merci de compléter l'article en donnant les références utiles à sa vérifiabilité et en les liant à la section « Notes et références ».
Pour les articles homonymes, voir Darwich.
Nonie Darwish, née au Caire le 22 avril 1949, est une journaliste, écrivaine et conférencière américaine d'origine égyptienne.[réf. nécessaire]

## Biographie
Son père, Mustafa Hafez (en), est assassiné quand elle avait huit ans.
Elle déménage d'Égypte vers les États-Unis en 1978.
Auteure du livre Now they Call Me Infidel; Why I Renounced Jihad for America, Israel and the War on Terror, elle est aussi fondatrice de l'association Arabs for Israel qui réunit des Arabes et des musulmans qui « respectent et soutiennent l'État d'Israël », rejettent les « attentats-suicides comme forme de jihad » et promeuvent une « auto-critique constructive du monde arabo-musulman ».
Elle appartient au collectif Des femmes contre l’islam aux côtés de Ayaan Hirsi Ali, Wafa Sultan, Brigitte Gabriel, Mina Ahadi, Chahdortt Djavann, Irshad Manji, Necla Kelek, Taslima Nasreen et Nyamko Sabuni.
Élevée dans l'islam, elle s'est mariée à un chrétien et s'est convertie au christianisme.

## Œuvres
- (en) Now They Call Me Infidel: Why I Renounced Jihad for America, Israel, and the War on Terror. Sentinel HC, 2006.  (ISBN 1595230319).